# Oïdi de la vinya
L'oïdi de la vinya o malura vella (Erysiphe necator) és una espècie de fong ascomicot de l'ordre dels helotials (Helotiales) que causa una de les malalties conegudes col·lectivament com a oïdi en la vinya. Es creu que aquest fong es va originar a Amèrica del Nord.

## Infecció
Infecta tots els teixits verds de la vinya incloent els grans de raïm joves. Provoca pèrdues de collita i de la seva qualitat. L'estadi sexual del fong requereix humitat lliure per alliberar les seves ascòspores a la primavera. Tanmateix no cal humitat lliure per una infecció secundària a través de conidis i només cal una alta humitat relativa. El seu anamorf es diu Oidium tuckeri.

## Tractament
Aquest fong es pot tractar amb sofre o altres fungicides; tanmateix ha desenvolupat resistències a diversos fungicides com Benomyl, els DMIs, i Strobiluriness.